# Monochamus quedenfeldti
Monochamus quedenfeldti là một loài bọ cánh cứng trong họ Cerambycidae.